# Petites mains (magazine)
Pour le film, voir Petites Mains (film).
Petites Mains est un magazine français pour enfants, édité par Milan Presse, filiale du groupe Bayard Presse.
Cette publication destinée aux enfants de plus de trois ans est éditée de 2005 à 2017,.